# Mardy Gilyard
Pour les articles homonymes, voir Gilyard.
(en) Statistiques sur pro-football-reference
Marshawn Gilyard (né le 2 décembre 1986 à Bunnell) est un joueur américain de football américain. Il est actuellement agent libre.

## Jeunesse
Gilyard étudie à la Flagler Palm Coast High School de sa ville natale de Bunnell, en Floride. Le site Rivals.com le considère comme une recrue deux étoiles (sur cinq).

## Carrière

### Université
Il entre à l'université de Cincinnati en 2005 comme cornerback. En 2006, il fait une saison de redshirt pour des raisons académiques et joue aussi pour l'équipe des Kings Comets en Mid Continental Football League (ligue de football américain semi-professionnelle créée en 1991 : les joueurs sont constitués de sportifs non rémunérés et sont aidés par des bénévoles même si le niveau recherché s'approche du niveau professionnel).
En 2007, il joue douze matchs dont sept comme titulaire comme wide receiver et reçoit trente-six passes pour 536 yards et trois touchdowns. Lors de la saison 2008, il est nommé All-American en position de kick returner mais s'illustre aussi en position de wide receiver en recevant quatre-vingt-et-une passes pour 1276 yards et onze touchdowns. Pour sa dernière année en université, il est nommé pour la seconde fois All-American mais cette fois-ci comme wide receiver après avoir reçu quatre-vingt-sept ballons pour 1191 yards et onze touchdowns. Il dispute le Senior Bowl 2010 et est nommé joueur offensif du match après avoir reçu cinq passes pour 103 yards et un touchdown.

### Professionnel
Mardy Gilyard est sélectionné au quatrième tour du draft de la NFL de 2010 par les Rams de Saint-Louis au quatre-vingt-dix-neuvième choix. Le 28 juin, il signe un contrat de quatre ans d'une valeur de 2,32 millions de dollars avec une prime de signature de 552 000 dollars. Lors de sa première saison en NFL, il joue onze matchs dont deux comme titulaire et reçoit six passes pour soixante-trois yards. Il joue surtout au poste de kick returner en faisant seize tentatives pour 356 yards (moyenne de 22,3 par course). Il est libéré avant le début de la saison 2011.
Le 4 septembre 2011, il signe avec les Jets de New York mais il est libéré le 9 septembre. Il doit attendre le 6 janvier avant de retrouver une équipe, celle des Eagles de Philadelphie. Le 31 août 2012, Gilyard est coupé par Philadelphie. Cependant, il revient le 11 septembre avant d'être résilié le 23 novembre, pour permettre à Greg Salas d'intégrer les Eagles. Cinq jours plus tard, Gilyard signe un nouveau contrat avant d'être coupé le 24 décembre 2012. Les Chiefs de Kansas City signent Mardy Gilyard, le 9 février 2013, mais il ne fait que le camp d'entraînement avec cette équipe avant d'être coupé le 25 juillet.
Gilyard se tourne vers le football canadien et signe avec les Alouettes de Montréal, le 3 octobre 2013. Cependant, il ne joue aucun match. L'ancien joueur des Rams s'engage, le 31 octobre, avec les Sharks de Jacksonville, en Arena Football League, la plus grande ligue de football américain en salle. En 2014 il est de retour avec les Alouettes mais ne participe qu'à un match régulier à cause d'une blessure. Il joue cependant dans la finale de division le 23 novembre contre les Tiger-Cats.
Après quelque temps sans jouer, Gilyard se joint au Monterrey Steel de la National Arena League (NAL), mais est libéré le 21 juin 2017.

## Arrestation
En juin 2015. Gilyard est arrêté pour possession de marijuana lors du camp d'entraînement des Alouettes

## Palmarès
- Nommé All-American : 2008 (kick returner) et 2009 (wide receiver)
- Équipe de la conférence Big East 2008 et 2009
- Joueur de l'année de la conférence Big East en équipe spéciale en 2008 et 2009
- Joueur offensif du Senior Bowl 2010.